# Sebastian Halenke
Sebastian Halenke (Lahr, 24 de marzo de 1995) es un deportista alemán que compite en escalada. Ganó una medalla de bronce en el Campeonato Europeo de Escalada de 2015, en la prueba de dificultad.

## Palmarés internacional
| Campeonato Europeo | Campeonato Europeo | Campeonato Europeo | Campeonato Europeo |
| Año                | Lugar              | Medalla            | Prueba             |
| ------------------ | ------------------ | ------------------ | ------------------ |
| 2015               | Chamonix (Francia) | Medalla de bronce  | Dificultad         |